# David Porter (attore)
David Porter (fl. XX secolo) è stato un attore e regista statunitense del cinema muto.
Si sa poco della sua biografia. Attore, negli anni dieci lavorò per la Balboa Amusement Producing Company, una casa di produzione californiana per la quale diresse nel 1914 il suo unico film da regista, The Imprint. Lavorò in seguito per la Triangle Film Corporation. Nel suo ultimo film girato nel 1917,  Down to Earth, recitò accanto a Douglas Fairbanks; la pellicola è stata riversata in VHS e in DVD.
L'attore era conosciuto anche con il nome Dave Porter.

## Filmografia

### Attore
- You've Got to Pay, regia di William Wolbert - cortometraggio (1913)
- The Power of Print, regia di Charles Dudley - cortometraggio (1914)
- Honest Thieves, regia di Harry C. Mathews (1917)
- A Bachelor's Finish, regia di John Francis Dillon (1917)
- Down to Earth, regia di John Emerson (1917)

### Regista
- The Imprint - cortometraggio (1914)